# Peter Millar
Peter Millar (Saltcoats, 1942) è un ex calciatore scozzese naturalizzato statunitense, di ruolo attaccante.

## Biografia
Nativo della Scozia, Peter era figlio di John, ex-calciatore dell'Aberdeen nel periodo precedente alla seconda guerra mondiale. Nel 1959 emigrò con la famiglia negli Stati Uniti d'America, stabilendosi a Union City, New Jersey.

## Carriera

### Club
Di ruolo attaccante esterno destro, Millar si forma calcisticamente in patria nel Kilwinning Rangers e quando si stava concretizzando un interesse dei Rangers nei suoi confronti, dovette emigrare sedicenne con la sua famiglia negli Stati Uniti d'America.
Negli Stati Uniti gioca nel West New York SC, per poi passare al Inter Soccer Club, allenato dall'italo-americano Enzo Magnozzi. Con il club newyorchese fu proclamato per due volte MVP dell'American Soccer League. Grazie ai suoi contatti, Magnozzi procurò a Millar ed al compagno di squadra Bobby Waugh un ingaggio con gli argentini del Boca Juniors. Trasferitosi nel febbraio 1963 a Buenos Aires, Millar venne inserito nella squadra under-21.
Durante il suo soggiorno argentino, mentre passeggiava su una spiaggia, calpestò a piedi nudi un bicchiere di vetro, ferendosi gravemente al piede destro, tanto da dover essere operato. 
L'infortunio non pregiudicò però la firma del suo primo contratto da professionista con il Boca per 120.000 peseta a stagione più bonus di gioco, che avvenne il 22 aprile 1964.
Millar non riuscì però ad esordire in una competizione ufficiale e dopo qualche mese decise di tornare in New Jersey, anche a causa dei ritardi nei pagamenti degli stipendi e soprattutto i problemi che si stavano verificando per la sua green card legati alla sua renitenza alla leva.
Immediatamente dopo il ritorno negli USA venne avvicinato da un agente del Federal Bureau of Investigation che gli intimava di contattare un ufficio di reclutamento per sistemare i problemi legati alla sua renitenza alla leva. Entrato nell'esercito statunitense, fu inserito nella rappresentativa calcistica del CISM. 
Congedato dall'esercito nel 1967, tornò nell'Inter SC ove si infortunò in una amichevole al tendine di Achille, incidente che lo terrà fuori dai campi per quasi un anno.
Nel 1969 passa ai Baltimore Bays, franchigia della North American Soccer League, con cui ottiene il quinto ed ultimo posto in campionato, pur mettendo a referto otto reti su otto incontri disputati.
Terminata l'esperienza con i Bays passa al N.Y. Inter-Giuliana, club nel quale chiude la carriera nel 1973.

### Nazionale
Naturalizzato statunitense, Millar giocò tredici incontri con la nazionale di calcio degli Stati Uniti d'America, segnando 8 reti. Fu impiegato nelle qualificazioni al campionato mondiale del 1968, nelle quali segnò una tripletta contro le Bermuda e nelle qualificazioni al Campionato CONCACAF 1973.

#### Cronologia presenze e reti in Nazionale
| Cronologia completa delle presenze e delle reti in nazionale ― Stati Uniti | Cronologia completa delle presenze e delle reti in nazionale ― Stati Uniti | Cronologia completa delle presenze e delle reti in nazionale ― Stati Uniti | Cronologia completa delle presenze e delle reti in nazionale ― Stati Uniti | Cronologia completa delle presenze e delle reti in nazionale ― Stati Uniti | Cronologia completa delle presenze e delle reti in nazionale ― Stati Uniti | Cronologia completa delle presenze e delle reti in nazionale ― Stati Uniti | Cronologia completa delle presenze e delle reti in nazionale ― Stati Uniti |
| Data                                                                       | Città                                                                      | In casa                                                                    | Risultato                                                                  | Ospiti                                                                     | Competizione                                                               | Reti                                                                       | Note                                                                       |
| -------------------------------------------------------------------------- | -------------------------------------------------------------------------- | -------------------------------------------------------------------------- | -------------------------------------------------------------------------- | -------------------------------------------------------------------------- | -------------------------------------------------------------------------- | -------------------------------------------------------------------------- | -------------------------------------------------------------------------- |
| 15-09-1968                                                                 | New York                                                                   | Stati Uniti                                                                | 3 – 3                                                                      | Israele                                                                    | Amichevole                                                                 | 2                                                                          |                                                                            |
| 25-09-1968                                                                 | New York                                                                   | Stati Uniti                                                                | 0 – 4                                                                      | Israele                                                                    | Amichevole                                                                 | -                                                                          |                                                                            |
| 17-10-1968                                                                 | Toronto                                                                    | Canada                                                                     | 4 – 2                                                                      | Stati Uniti                                                                | Qual. Mondiali 1970                                                        | -                                                                          |                                                                            |
| 20-10-1968                                                                 | Port-au-Prince                                                             | Haiti                                                                      | 3 – 6                                                                      | Stati Uniti                                                                | Amichevole                                                                 | 2                                                                          |                                                                            |
| 21-10-1968                                                                 | Port-au-Prince                                                             | Haiti                                                                      | 5 – 2                                                                      | Stati Uniti                                                                | Amichevole                                                                 | 1                                                                          |                                                                            |
| 23-10-1968                                                                 | Port-au-Prince                                                             | Haiti                                                                      | 1 – 0                                                                      | Stati Uniti                                                                | Amichevole                                                                 | -                                                                          |                                                                            |
| 27-10-1968                                                                 | Atlanta                                                                    | Stati Uniti                                                                | 1 – 0                                                                      | Canada                                                                     | Qual. Mondiali 1970                                                        | -                                                                          |                                                                            |
| 2-11-1968                                                                  | Kansas City                                                                | Stati Uniti                                                                | 6 – 2                                                                      | Bermuda                                                                    | Qual. Mondiali 1970                                                        | 3                                                                          |                                                                            |
| 10-11-1968                                                                 | Hamilton                                                                   | Bermuda                                                                    | 0 – 2                                                                      | Stati Uniti                                                                | Qual. Mondiali 1970                                                        | -                                                                          |                                                                            |
| 20-4-1969                                                                  | Port-au-Prince                                                             | Haiti                                                                      | 2 – 0                                                                      | Stati Uniti                                                                | Qual. Mondiali 1970                                                        | -                                                                          |                                                                            |
| 11-5-1969                                                                  | San Diego                                                                  | Stati Uniti                                                                | 0 – 1                                                                      | Haiti                                                                      | Qual. Mondiali 1970                                                        | -                                                                          |                                                                            |
| 29-8-1972                                                                  | Baltimora                                                                  | Stati Uniti                                                                | 2 – 2                                                                      | Canada                                                                     | Qual. Mondiali 1974                                                        | -                                                                          |                                                                            |
| 3-9-1972                                                                   | Città del Messico                                                          | Messico                                                                    | 3 – 1                                                                      | Stati Uniti                                                                | Qual. Mondiali 1974                                                        | -                                                                          |                                                                            |
| Totale                                                                     |                                                                            | Presenze                                                                   | 13                                                                         |                                                                            | Reti                                                                       | 8                                                                          |                                                                            |